# فرودگاه ایدوچینا
فرودگاه ایدوچینا (به انگلیسی: Ajdovščina Airport) (به زبان بومی: Letališče Ajdovščina) یک فرودگاه همگانی است که یک باند فرود چمن دارد و طول باند آن ۱۰۰۰ متر است. این فرودگاه در کشور اسلوونی قرار دارد و در ارتفاع ۱۱۷ متری از سطح دریا واقع شده‌است.